# Muhàmmad Pahlawan
Abu Djafar Muhàmmad Pahlawan ibn Ildegiz Nusrat al-Din Màlik al-Alam al-Àdil Azam fou atabeg de l'Azerbaidjan i Arran, successor del seu pare Ildegiz, que va controlar als sultans seljúcides teòrics sobirans. També va dominar de fet el Djibal incloent Hamadan, Esfahan i Rayy. El seu germà Kizil Arslan Uthman exercia el poder a l'Arran com a subordinat i va romandre en aquestes funcions (i uns anys després li va cedir Tabriz de la que Pahlawan es va apoderar). Els ahmadílides dominaven part de l'Azerbaidjan amb capital a Maragha.
A la mort d'Ildegiz el 1175 Muhàmmad Pahlawan el va succeir (Pahlawan era fill també de l'esposa de Toghrul II). El sultà Toghrul III, que era el seu germanastre, va intentar eliminar el seu control però va morir abans d'aconseguir-ho probablement enverinat pel mateix Muhàmmad Pahlawan, el qual va proclamar sultà a Toghrul III ibn Arslan xah i va conserver el poder de la mateixa manera que el pare.
Va fer front amb èxit als intents de ser deposat per part de Muhàmmad ibn Toghrul, germà d'Arslanxah i va fer una campanya contra Jordi III de Geòrgia en el fracassat setge d'Aní de 1161.
Després es va enfrontar amb la revolta de l'atabeg salghúrida de Fars Dakhla (Dakla o Tekla) vers el 1176 i el 1176/1177 estava a punt de fer una expedició contra Jordi III de Geòrgia en suport del senyor rebel Liparit, que finalment no va ser necessària. No se sap quan Aní fou restituïda als xaddàdides després d'estar un temps en mans dels georgians, però fou en el seu regnat.
Es va enfrontar a l'aiúbida Saladí per Akhlat (1185/1186). Estava a punt d'intervenir a Kirman quan va morir el febrer o març del 1186.
A la seva mort va repartir els seus dominis, el fill Nusrat al-Din Abu Bakr va rebre Arran i Azerbaidjan sota regència i autoritat de Kizil Arslan Uthman que seguint la pràctica de la senioritat de família passava a ser atabeg (no tenia fills); Uzbeg va rebre Hamadan, i dos fillastres de Pahlawan (fills de la seva muller Inandj Khatun coneguda per Katiba o Qatiba, que era filla d'Inandj Sunkur de Rayy) de noms Kutlug Inandj i Amir-i- Amiran Umar van rebre petits feus al Jibal.
El seu govern va venir marcat per la concessió de feus (ikta) o altes posicions als seus esclaus personals, anomenats segons Ibn al-Athir els pahlawaniyya (pahlawanites) que esperava ajudarien als seus fills a la seva mort però realment foren un factor d'inestabilitat.